# Атанас Атанасов (актьор)
Вижте пояснителната страница за други личности с името Атанас Атанасов.
Атана̀с Атана̀сов е български актьор.

## Биография
Роден е на 15 септември 1955 г. в град София, Народна република България. През 1980 г. завършва актьорско майсторство във ВИТИЗ „Кръстьо Сарафов“ при проф. Сашо Стоянов.
От 1980 до 1985 г. работи в Драматичен театър „Стефан Киров“ в Сливен, от 1986 до 2000 г. е в Театър „Българска армия“, а от 2000 до 2001 г. в Народния театър „Иван Вазов“. От 2001 г. е актьор на свободна практика.
От 1991 г. преподава актьорско майсторство в НАТФИЗ „Кръстьо Сарафов“ в екипите на проф. Елена Баева, проф. Крикор Азарян, проф. Пламен Марков. Допреди това преподава в Театрален колеж „Любен Гройс“. От 2003 г. е художествен ръководител на класове по специалността „Актьорство за драматичен театър“. През 1996 г. му е присъдено научното звание доцент, през 2002 г. научното звание професор, а през 2008 г. научната степен доктор за труда „Сценичният образ – аспекти на субективния подход“.
Като актьор играе в спектакли на Народен театър „Иван Вазов“, Младежки театър, Театър „199“, МГТ „Зад канала“, ДСТ „Алеко Константинов“, „Сълза и смях“.
На стената на славата пред Театър 199 има пано с отпечатъците му.
Има три деца - Мария (от първия си брак), Алиса и Ясен (от втория си брак).
Сред възпитаниците му в НАТФИЗ са актьорите Малин Кръстев, Татяна Захова, Христо Пъдев, Дария Симеонова, Юлиан Рачков, Владимир Зомбори, Иво Аръков, Диана Димитрова, Виктор Иванов, Симеон Дамянов, Любомира Башева, Даниел Върбанов, Карина Андонова, Далия Георгиева, Красимир Христов, Лъчезар Натлев, Рада Христова, Крум Царибашев, Иван Андонов, Христо Мушков и други.

## По-значителни роли в театъра
ДТ „Стефан Киров" – Сливен
- Разколников от „Престъпление и наказание“ на Фьодор Достоевски, режисьор Красимир Спасов,
- Иво от „Пресечката“ на Кольо Георгиев, реж. Пламен Марков,
- Художникът (Картин Пеев) от „Мата Хари“ на Недялко Йорданов, реж. Слави Шкаров

Театър „Българска армия"
- Аташето от „Господин Пунтила и неговият слуга Мати“ на Бертолд Брехт, реж. Леон Даниел,
- Поцо от „В очакване на Годо“ на Самюъл Бекет, реж. Леон Даниел,
- Топаз от „Топаз“ на Марсел Паньол, реж. Николай Ламбрев,
- Драгалевски от „Двубой“ на Иван Вазов, реж. Николай Ламбрев,
- Шутът от „Както ви харесва“ на Уилям Шекспир, реж. Леон Даниел,
- Хамлет от „Хамлет“ на Уилям Шекспир, реж. Николай Ламбрев,
- Хенрих от „Хенрих IV“ на Луиджи Пирандело, реж. Крикор Азарян,
- Трофимов от „Вишнева градина“ на Антон Чехов, реж. Крикор Азарян,
- Тарталя от „Красива птичка с цвят зелен“ на Карло Гоци, реж. Николай Ламбрев.

Народен театър „Иван Вазов“
- Лоренцачо от „Лоренцачо“ на Алфред дьо Мюсе, реж. Маргарита Младенова,
- Христофоров от „В полите на Витоша“ на Пейо Яворов, реж. Маргарита Младенова,
- Мъжът от „Верона“ на Алексей Шипенко, реж. Явор Гърдев,
- Орсино от „Дванайсета нощ“ на Уилям Шекспир, реж. Робер Стуруа,
- Нягул от „Албена“ на Йордан Йовков, реж. Иван Добчев.

Малък градски театър „Зад канала“
- Федя Протасов от „Живият труп“ на Лев Толстой, реж. Бина Харалампиева,
- Марк от „Арт“ на Ясмина Реза, реж. Пламен Марков,
- Енрик Фонт от „Шведска защита“ на Жорди Галсеран, реж. Бина Харалампиева.

Театър 199 „Валентин Стойчев“
- Дийли от „Стари времена“ на Харолд Пинтър, реж. Николай Поляков,
- Джордж от „Догодина по същото време“ на Бърнард Слейд, реж. Георги Михалков,
- Лаймън от „Спускане от връх Морган“ на Артър Милър, реж. Бина Хараламбиева,
- Виктор от „Есенна соната“ на Ингмар Бергман, реж. Младен Киселов,
- Джак от „Здравей, напускам те“ на Едуард Олби, реж. Богдан Богданов,
- Юбер от „Живот по три“ на Ясмина Реза, реж. Явор Гърдев,
- Нас от „Шекспир-пълни съчинения“ на Д. А. Данийл, реж. Съни Сънински,
- Андрю Уайк от „Копой“ на Антъни Шафър, реж. Калин Ангелов,
- Труман от „Хората от оз“ на Яна Борисова, реж. Галин Стоев,
- Ричард от „Времето е спряло“ от Доналд Маргулис, реж. Ивайло Христов.

Младежки театър „Николай Бинев"
- Стриндберг от „Нощта на Трибадите“ на Нурен, реж. Красимир Спасов.

Театър „Сълза и смях“
- Найден от „Майстори“ на Рачо Стоянов, реж. Пламен Марков.

ДСТ „Алеко Константинов
- Мъжът от „Евроспорт“ на Д. Шпиро, реж. Бина Харалампиева,
- Пиер Лан от „Английската любовница“ на Маргьорит Дюрас, реж. Възкресия Вихърова,
- Чарлс от „Ноември“ на Дейвид Мамет, реж. Слав Бакалов.

## Телевизионен театър
- „Силует под дъжда“ (1990) (Димитър Василев)
- „В полите на Витоша“ (1987) (Пейо Яворов)
- „Главният редактор“ (1987) (Игор Барах и Олег Сатник)
- „Пресечката“ (1987) (Кольо Георгиев)
- „Стълбата“ (1986) (Самуил Альошин)
- „Великото чудо“ (1986) (Николай Георгиев)

## Работа като театрален режисьор
Като режисьор е поставял в театър „Възраждане“ – „Съвсем между нас“ на А. Ейкбърн, Театър 199 – „Изрод“ на Джон Легуизамо, „Облогът на Паскал“ от Хуай Майорга, „Семеен съвет“ от Кристина Клементе, МГТ „Зад канала“ – „Оскар и розовата дама“ на Ерик Емануел Шмит, ДТ „Ст. Киров“, Сливен – „Air Tango“ на М. Камолети.

## Признание и награди
- II награда за мъжка роля на VII национален преглед на българската драма и театър (1984)
- наградата на САБ за млад актьор (1986)
- Наградата „Максим“ за мъжка роля (1995, Враца)
- I награда за мъжка роля (1995, Враца)
- Награди за Характеристика (1985-Москва) и (1986-Варна)
- За Ешелоните на смъртта (1986-Варна)
- За Те надделяха (1986-Варна)
- за спектакъла „Солунските съзаклятници“ (1984)
- за спектакъла „Прокурорът“ (1988)
- за спектакъла „Лоренцачо“ (1992)
- за спектакъла „В полите на Витоша“ (1995)

Получавал е награди за мъжки роли в спектаклите „Солунските съзаклятници“ на Георги Данаилов, „Прокурорът“ на Георги Джагаров, „В полите на Витоша“ на Пейо Яворов, „Нощта на трибадите“ на П. Енквист, „Пикльото“ на Константин Илиев, „АРТ“ на Ясмина Реза, „Евроспорт“ на Д. Шпиро, номинация на САБ за ролята си в спектакъла „Английската любовница“ на Маргьорит Дюрас и др.
- „Аскеер“ (2008) за водеща мъжка роля за ролята на Енрик Фонт от „Шведска защита“ на Ж. Галсеран в МГТ „Зад канала“.

## Филмография
| Година    | Филми/Сериали                                                           | Серии | Копродукции                                        | Роля                                  |
| --------- | ----------------------------------------------------------------------- | ----- | -------------------------------------------------- | ------------------------------------- |
| 2019      | Заедно, без теб                                                         |       |                                                    | Иван Стефанов                         |
| 2019      | Див чесън                                                               |       |                                                    | бандита                               |
| 2017      | Необичайност                                                            |       |                                                    | Алекс                                 |
| 2015      | Пациентът                                                               |       |                                                    | д-р Димитър Карапетров                |
| 2013      | Четвърта власт                                                          | 12    |                                                    | Андрей Кръстанов                      |
| 2012      | Капитанската дъщеря („La figlia del capitano“)                          |       | Италия / Чехия / България                          | Зурин                                 |
| 2011-2016 | Под прикритие                                                           | 60    |                                                    | полицай Ненов (в 1 серия, 2013)       |
| 2010-2011 | Стъклен дом                                                             | 64    |                                                    | агент Колев                           |
| 2008      | Военен кореспондент                                                     |       |                                                    | генерал Колев                         |
| 2007      | Изходът-мечтата на Ада („Exodus“)                                       |       | Италия                                             | ashenbax                              |
| 2007      | Търговският път („Trade Routes“) Размяна - 2 заглавие                   |       |                                                    | Георги                                |
| 2007      | Ваканцията на Лили                                                      | 6     |                                                    | Жорж                                  |
| 2006      | Заекът на Ватанен („Le lièvre de Vatanen“)                              |       | Белгия / България / Франция                        | сержантът от полицията                |
| 2006      | Разследване                                                             |       | България / Германия / Холандия                     |                                       |
| 2005      | Подгряване на вчерашния обед                                            |       | България / Македония                               | Кирил Въндев                          |
| 2005      | Сако и Ванцети („Sacco & Vanzetti“)                                     |       | Италия                                             | полицай                               |
| 2005      | Дълга зима                                                              |       |                                                    | бащата                                |
| 2004      | Църква за вълци                                                         | 12    |                                                    | Йордан, брат на Стамат, Асен и Венета |
| 2004      | Болката на една майка („La peine d'une mère“)                           |       | Франция                                            | инспекторът                           |
| 2003      | Под едно небе                                                           |       |                                                    |                                       |
| 2003-2013 | По съвест („Un caso di coscienza“) Подозрения (2 заглавие)              | 30    | Италия / България                                  |                                       |
| 2003      | Сорая („Soraya“)                                                        |       | Италия / Германия / франция                        |                                       |
| 2002      | Емигранти                                                               |       |                                                    | русият                                |
| 2001      | Верцингеторикс („Vercingétorix“) /Друиди („Druids“ - заглавие на англ.) |       | Франция / Канада / Белгия                          | гал                                   |
| 2001      | Мари и хлапетата („Marie Marmaille“)                                    |       | Франция                                            |                                       |
| 2001      | Кефалония („I giorni dell'amore e dell'odio“)                           |       | Италия                                             |                                       |
| 1999      | Големите игри                                                           | 10    |                                                    | гаджето на Вероника                   |
| 1999      | Изток-Запад („Est - Ouest“)                                             |       | Франция / Испания/Русия / Украйна / България       | Виктор, треньор                       |
| 1999      | Жребият                                                                 | 2     |                                                    | Борис Скарлатов като млад             |
| 1999      | Жребият                                                                 | 7     |                                                    | Борис Скарлатов като млад             |
| 1997      | Бодлите на таралежите                                                   |       |                                                    | бащата                                |
| 1995      | Любовна комедия - 2 заглавие                                            |       |                                                    |                                       |
| 1994      | Тя (Elle)                                                               |       | Франция / България / Чили / Швейцария / Португалия |                                       |
| 1993      | Пленникът от Трикери                                                    |       |                                                    | Венко Делев                           |
| 1991      | О, господи, къде си?                                                    |       |                                                    | Пепо                                  |
| 1990      | Бащи и синове                                                           | 5     |                                                    | операторът Симеон Симеонов            |
| 1989      | Право на избор                                                          |       |                                                    | Жоро                                  |
| 1988      | Неизчезващите                                                           | 5     |                                                    | операторът Симеон Симеонов            |
| 1988      | АкаТаМус                                                                |       |                                                    | Динко Дионисиев                       |
| 1987      | Ненужен антракт                                                         |       |                                                    | Атанас Костов                         |
| 1986      | Те надделяха                                                            |       |                                                    | Кочо                                  |
| 1986      | Ешелоните                                                               |       |                                                    | Леон Папо, Дамян                      |
| 1986      | Характеристика                                                          |       |                                                    | Ицето                                 |
| 1984      | Борис I                                                                 | 2     |                                                    |                                       |
| 1985      | Звън на кристал                                                         |       |                                                    |                                       |
| 1980      | Саби и мечове                                                           |       |                                                    |                                       |
| 1975      | При никого                                                              |       |                                                    |                                       |